# Sandrine Aubert
Sandrine Aubert (Échirolles, 6 ottobre 1982) è un'ex sciatrice alpina francese.

## Biografia
Attiva in gare FIS dal dicembre del 1997, Sandrine Aubert esordì in Coppa Europa il 18 dicembre 1998 a Megève in discesa libera (53ª) e in Coppa del Mondo il 29 novembre 2003 in slalom speciale a Park City, senza completare la gara. Nel 2005 in Coppa Europa ottenne in slalom speciale il primo podio, l'8 gennaio a Leukerbad (2ª), e la prima vittoria, il 17 dicembre a Sankt Sebastian; nella stagione 2005-2006, dopo aver ottenuto tra l'altro la sua ultima vittoria nel circuito continentale (il 23 febbraio 2006 a Vrátna in slalom speciale), arrivò al primo posto nella classifica di slalom speciale e decima in quella generale.
Ai Mondiali di Åre 2007, suo esordio iridato, si classificò 18ª nello slalom speciale e 23ª nella supercombinata; due anni dopo, nella rassegna iridata di Val-d'Isère 2009, ottenne il 26º posto nello slalom speciale e il 9º nella supercombinata. Sempre nel 2009, il 7 marzo 2009, salì per la prima volta sul podio in Coppa del Mondo vincendo lo slalom speciale di Ofterschwang, successo bissato dopo sei giorni a Åre.
Nella stagione 2009-2010 colse due successi in Coppa del Mondo, tra i quali quello del 3 gennaio a Zagabria Sljeme che fu anche il suo ultimo podio nel circuito, e ai successivi XXI Giochi olimpici invernali di Vancouver 2010, sua unica presenza olimpica, ottenne il 5º posto nella gara di slalom speciale e il 20º in quella di supercombinata. Ancora in slalom speciale ai Mondiali di Garmisch-Partenkirchen 2011 fu 25ª, il 6 dicembre 2011 ottenne a Zinal il suo ultimo podio in Coppa Europa (3ª) e ai Mondiali di Schladming 2013, suo congedo iridato, fu 20ª. Alla vigilia dei XXII Giochi olimpici invernali di Soči 2014 annunciò il suo ritiro dalle competizioni; la sua ultima gara rimase così lo slalom speciale di Coppa del Mondo disputato a Flachau il 14 gennaio, non completato dalla Aubert.

## Palmarès

### Coppa del Mondo
- Miglior piazzamento in classifica generale: 14ª nel 2010
- 5 podi:
  - 4 vittorie
  - 1 secondo posto

#### Coppa del Mondo - vittorie
| Data             | Località        | Paese    | Specialità |
| ---------------- | --------------- | -------- | ---------- |
| 7 marzo 2009     | Ofterschwang    | Germania | SL         |
| 13 marzo 2009    | Åre             | Svezia   | SL         |
| 13 dicembre 2009 | Åre             | Svezia   | SL         |
| 3 gennaio 2010   | Zagabria Sljeme | Croazia  | SL         |

Legenda:

SL = slalom speciale

### Coppa Europa
- Miglior piazzamento in classifica generale: 10ª nel 2006
- Vincitrice della classifica di slalom speciale nel 2006
- 8 podi:
  - 2 vittorie
  - 2 secondi posti
  - 4 terzi posti

#### Coppa Europa - vittorie
| Data             | Località        | Paese      | Specialità |
| ---------------- | --------------- | ---------- | ---------- |
| 17 dicembre 2005 | Sankt Sebastian | Austria    | SL         |
| 23 febbraio 2006 | Vrátna          | Slovacchia | SL         |

Legenda:

SL = slalom speciale

### Campionati francesi
- 4 medaglie[2]:
  - 2 ori (slalom speciale nel 2007; slalom speciale nel 2011)
  - 2 argenti (slalom speciale nel 2006; supercombinata nel 2009)